# 曾道玲
拿督曾道玲（1956年—），前马来西亚沙巴州三脚石国阵沙巴团结党国会议员，也是沙巴团结党妇女组副主席 。